# Schwarzula timida
Schwarzula timida là một loài Hymenoptera trong họ Apidae. Loài này được Silvestri mô tả khoa học năm 1902.